# HD 109799
HD 109799，又名CD-26 9233，SAO 180965、HR 4803，是一颗恒星，视星等为5.45，位于銀經299.17，銀緯35.63，其B1900.0坐标为赤經12h 32m 24s，赤緯-26° 35.63′ 10″。